# Schleimkopfartige
Die Schleimkopfartigen (Beryciformes) sind eine Ordnung der Knochenfische (Osteichthyes). Man kennt sie schon aus der Kreidezeit. Die Fische leben ausschließlich im Meer, teilweise in der Tiefsee.

## Merkmale
Die meisten Arten haben einen schmalen, hochrückigen Körper. Am Kopf befinden sich Schleimkanäle, die ähnlich der Seitenlinie Strömungs-Reize wahrnehmen können. (Vor den Augen gibt es zwei zusätzliche Neuromasten, die für die Ordnung charakteristisch sind.) Eine Augenkiemendrüse (Pseudobranchie) ist vorhanden. Die Tiefseearten sind schuppenlos oder sie haben Kammschuppen, Arten flacher Gewässer haben bestachelte Schuppen. Ihre mit zahlreichen kleinen Zähnen besetzten Kiefer sind nur wenig vorstreckbar. Die Anzahl der Branchiostegalstrahlen liegt bei vier bis neun. Die Fische haben nur eine Rückenflosse, die Bauchflossen stehen weit vorn, die ersten Strahlen der Rücken- und Afterflosse sind meist Stachelstrahlen. Die Schwanzflosse ist gegabelt, das Schwanzflossenskelett hat Caudalstacheln ober- und unterhalb der normalen verzweigten Flossenstrahlen. Die Schwimmblase ist mit oder ohne Ductus pneumaticus ausgebildet.

## Systematik
Folgende Familien gehören traditionell zu den Beryciformes:
- Laternenträger (Anomalopidae)
- Fangzahnfische (Anoplogastridae)
- Schleimköpfe (Berycidae)
- Silberköpfe (Diretmidae)
- Tannenzapfenfische (Monocentridae)
- Sägebäuche (Trachichthyidae)

Für die Soldaten- und Husarenfische (Holocentridae), bisher zu den Beryciformes gehörend, errichteten Ricardo Betancur-R. und Kollegen in ihrer Revision der Knochenfische (2013) eine eigene Ordnung, die Holocentriformes. Dagegen stellten sie alle Familien der Dornfischartigen (Stephanoberyciformes) und der Walkopfartigen (Cetomimiformes) in die dadurch monophyletisch werdende Ordnung Beryciformes.
Somit kamen folgende sieben Familien hinzu:

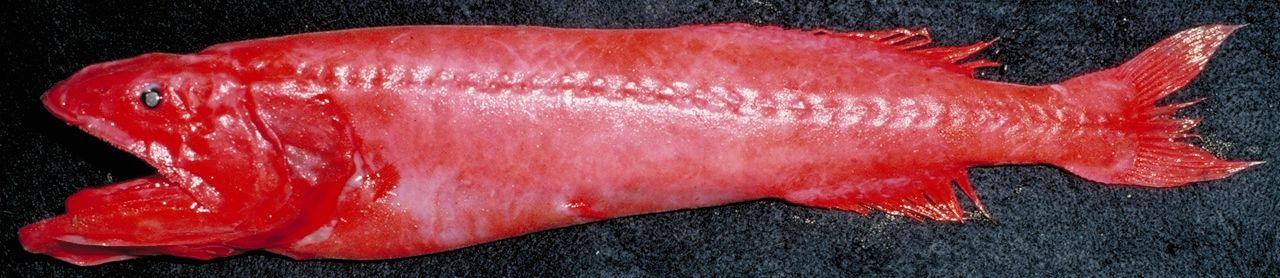
Barbourisia rufa

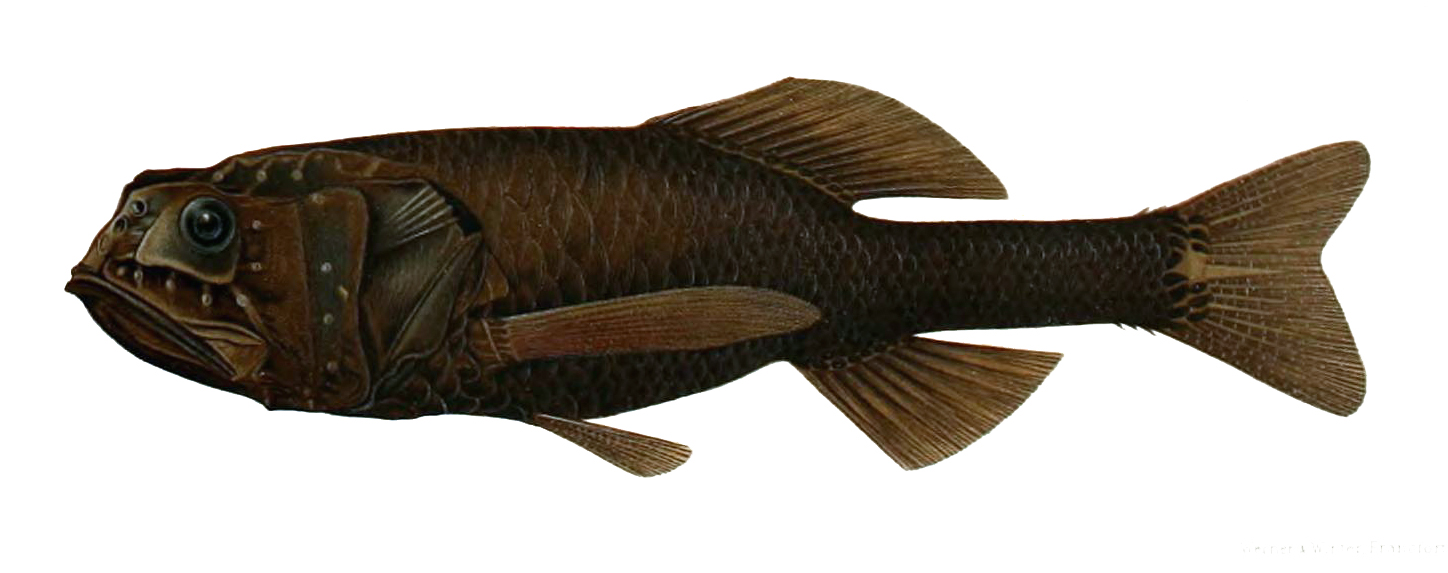
Scopeloberyx robustus

- Großschuppenfische (Melamphaidae)
- Dornfische (Stephanoberycidae)
- Hispidoberycidae
- Gibberichthyidae
- Rotmäulige Walkopffische (Rondeletiidae)
- Barbourisiidae
- Walköpfe (Cetomimidae)

Einen ähnlichen Ansatz hatte Jon A. Moore bereits 1993 verfolgt; er stellte jedoch gerade die Familie Berycidae nicht in die hier behandelte Verwandtschaftsgruppe, weswegen er seinem (ansonsten die – wie hier dargestellt – erweiterten Schleimkopfartigen umfassenden) postulierten Taxon den neuen Namen Trachichthyiformes gab. Bei Betancur-R. et al. firmiert die Ordnung wieder unter ihrem traditionellen Namen, die Ausklammerung der Berycidae wurde hier nicht bestätigt.
In einer Überarbeitung aus dem Jahr 2016 folgten Betancur-R. et al. der neuesten Ausgabe von Nelsons Standardwerk Fishes of the World, indem sie die Abspaltung der Ordnung Trachichthyiformes von den Schleimkopfartigen als Schwestergruppe anerkannten. Somit verbleiben folgende acht Familien bei den Schleimkopfartigen, von denen einzig die Berycidae zum traditionellen Umfang der Ordnung gehören:
- Unterordnung Berycoidei
  - Schleimköpfe (Berycidae)
  - Großschuppenfische (Melamphaidae)
- Unterordnung Dornfischähnliche (Stephanoberycoidei)
  - Barbourisiidae
  - Walköpfe (Cetomimidae)
  - Rotmäulige Walkopffische (Rondeletiidae)
  - Dornfische (Stephanoberycidae)
  - Gibberichthyidae
  - Hispidoberycidae

Folgendes Kladogramm gibt die äußere Systematik der Schleimkopfartigen nach Betancur-R. u. a.(2016) wieder:
|  | Glanzfischartige (Lampriformes)                                                                |
|  |                                                                                                |
|  | Paracanthopterygii (Barschlachsartige, Petersfischartige, Stylephorus chordatus, Dorschartige) |
|  |                                                                                                |

|  | Schleimkopfartige (Beryciformes) |
|  |                                  |
|  | Trachichthyiformes               |
|  |                                  |

|  | Soldaten- und Husarenfische (Holocentrimorphaceae) |
|  |                                                    |
|  | Barschverwandte (Percomorphaceae)                  |
|  |                                                    |

|  | Schleimkopfartige (Beryciformes) |
|  |                                  |
|  | Trachichthyiformes               |
|  |                                  |

|  | Soldaten- und Husarenfische (Holocentrimorphaceae) |
|  |                                                    |
|  | Barschverwandte (Percomorphaceae)                  |
|  |                                                    |

|  | Schleimkopfartige (Beryciformes) |
|  |                                  |
|  | Trachichthyiformes               |
|  |                                  |

|  | Soldaten- und Husarenfische (Holocentrimorphaceae) |
|  |                                                    |
|  | Barschverwandte (Percomorphaceae)                  |
|  |                                                    |

|  | Schleimkopfartige (Beryciformes) |
|  |                                  |
|  | Trachichthyiformes               |
|  |                                  |

|  | Soldaten- und Husarenfische (Holocentrimorphaceae) |
|  |                                                    |
|  | Barschverwandte (Percomorphaceae)                  |
|  |                                                    |

|  | Glanzfischartige (Lampriformes)                                                                |
|  |                                                                                                |
|  | Paracanthopterygii (Barschlachsartige, Petersfischartige, Stylephorus chordatus, Dorschartige) |
|  |                                                                                                |

|  | Schleimkopfartige (Beryciformes) |
|  |                                  |
|  | Trachichthyiformes               |
|  |                                  |

|  | Soldaten- und Husarenfische (Holocentrimorphaceae) |
|  |                                                    |
|  | Barschverwandte (Percomorphaceae)                  |
|  |                                                    |

|  | Schleimkopfartige (Beryciformes) |
|  |                                  |
|  | Trachichthyiformes               |
|  |                                  |

|  | Soldaten- und Husarenfische (Holocentrimorphaceae) |
|  |                                                    |
|  | Barschverwandte (Percomorphaceae)                  |
|  |                                                    |

|  | Schleimkopfartige (Beryciformes) |
|  |                                  |
|  | Trachichthyiformes               |
|  |                                  |

|  | Soldaten- und Husarenfische (Holocentrimorphaceae) |
|  |                                                    |
|  | Barschverwandte (Percomorphaceae)                  |
|  |                                                    |

|  | Schleimkopfartige (Beryciformes) |
|  |                                  |
|  | Trachichthyiformes               |
|  |                                  |

|  | Soldaten- und Husarenfische (Holocentrimorphaceae) |
|  |                                                    |
|  | Barschverwandte (Percomorphaceae)                  |
|  |                                                    |

|  | Glanzfischartige (Lampriformes)                                                                |
|  |                                                                                                |
|  | Paracanthopterygii (Barschlachsartige, Petersfischartige, Stylephorus chordatus, Dorschartige) |
|  |                                                                                                |

|  | Schleimkopfartige (Beryciformes) |
|  |                                  |
|  | Trachichthyiformes               |
|  |                                  |

|  | Soldaten- und Husarenfische (Holocentrimorphaceae) |
|  |                                                    |
|  | Barschverwandte (Percomorphaceae)                  |
|  |                                                    |

|  | Schleimkopfartige (Beryciformes) |
|  |                                  |
|  | Trachichthyiformes               |
|  |                                  |

|  | Soldaten- und Husarenfische (Holocentrimorphaceae) |
|  |                                                    |
|  | Barschverwandte (Percomorphaceae)                  |
|  |                                                    |

|  | Schleimkopfartige (Beryciformes) |
|  |                                  |
|  | Trachichthyiformes               |
|  |                                  |

|  | Soldaten- und Husarenfische (Holocentrimorphaceae) |
|  |                                                    |
|  | Barschverwandte (Percomorphaceae)                  |
|  |                                                    |

|  | Schleimkopfartige (Beryciformes) |
|  |                                  |
|  | Trachichthyiformes               |
|  |                                  |

|  | Soldaten- und Husarenfische (Holocentrimorphaceae) |
|  |                                                    |
|  | Barschverwandte (Percomorphaceae)                  |
|  |                                                    |

|  | Glanzfischartige (Lampriformes)                                                                |
|  |                                                                                                |
|  | Paracanthopterygii (Barschlachsartige, Petersfischartige, Stylephorus chordatus, Dorschartige) |
|  |                                                                                                |

|  | Schleimkopfartige (Beryciformes) |
|  |                                  |
|  | Trachichthyiformes               |
|  |                                  |

|  | Soldaten- und Husarenfische (Holocentrimorphaceae) |
|  |                                                    |
|  | Barschverwandte (Percomorphaceae)                  |
|  |                                                    |

|  | Schleimkopfartige (Beryciformes) |
|  |                                  |
|  | Trachichthyiformes               |
|  |                                  |

|  | Soldaten- und Husarenfische (Holocentrimorphaceae) |
|  |                                                    |
|  | Barschverwandte (Percomorphaceae)                  |
|  |                                                    |

|  | Schleimkopfartige (Beryciformes) |
|  |                                  |
|  | Trachichthyiformes               |
|  |                                  |

|  | Soldaten- und Husarenfische (Holocentrimorphaceae) |
|  |                                                    |
|  | Barschverwandte (Percomorphaceae)                  |
|  |                                                    |

|  | Schleimkopfartige (Beryciformes) |
|  |                                  |
|  | Trachichthyiformes               |
|  |                                  |

|  | Soldaten- und Husarenfische (Holocentrimorphaceae) |
|  |                                                    |
|  | Barschverwandte (Percomorphaceae)                  |
|  |                                                    |

|  | Glanzfischartige (Lampriformes)                                                                |
|  |                                                                                                |
|  | Paracanthopterygii (Barschlachsartige, Petersfischartige, Stylephorus chordatus, Dorschartige) |
|  |                                                                                                |

|  | Schleimkopfartige (Beryciformes) |
|  |                                  |
|  | Trachichthyiformes               |
|  |                                  |

|  | Soldaten- und Husarenfische (Holocentrimorphaceae) |
|  |                                                    |
|  | Barschverwandte (Percomorphaceae)                  |
|  |                                                    |

|  | Schleimkopfartige (Beryciformes) |
|  |                                  |
|  | Trachichthyiformes               |
|  |                                  |

|  | Soldaten- und Husarenfische (Holocentrimorphaceae) |
|  |                                                    |
|  | Barschverwandte (Percomorphaceae)                  |
|  |                                                    |

|  | Schleimkopfartige (Beryciformes) |
|  |                                  |
|  | Trachichthyiformes               |
|  |                                  |

|  | Soldaten- und Husarenfische (Holocentrimorphaceae) |
|  |                                                    |
|  | Barschverwandte (Percomorphaceae)                  |
|  |                                                    |

|  | Schleimkopfartige (Beryciformes) |
|  |                                  |
|  | Trachichthyiformes               |
|  |                                  |

|  | Soldaten- und Husarenfische (Holocentrimorphaceae) |
|  |                                                    |
|  | Barschverwandte (Percomorphaceae)                  |
|  |                                                    |

|  | Glanzfischartige (Lampriformes)                                                                |
|  |                                                                                                |
|  | Paracanthopterygii (Barschlachsartige, Petersfischartige, Stylephorus chordatus, Dorschartige) |
|  |                                                                                                |

|  | Schleimkopfartige (Beryciformes) |
|  |                                  |
|  | Trachichthyiformes               |
|  |                                  |

|  | Soldaten- und Husarenfische (Holocentrimorphaceae) |
|  |                                                    |
|  | Barschverwandte (Percomorphaceae)                  |
|  |                                                    |

|  | Schleimkopfartige (Beryciformes) |
|  |                                  |
|  | Trachichthyiformes               |
|  |                                  |

|  | Soldaten- und Husarenfische (Holocentrimorphaceae) |
|  |                                                    |
|  | Barschverwandte (Percomorphaceae)                  |
|  |                                                    |

|  | Schleimkopfartige (Beryciformes) |
|  |                                  |
|  | Trachichthyiformes               |
|  |                                  |

|  | Soldaten- und Husarenfische (Holocentrimorphaceae) |
|  |                                                    |
|  | Barschverwandte (Percomorphaceae)                  |
|  |                                                    |

|  | Schleimkopfartige (Beryciformes) |
|  |                                  |
|  | Trachichthyiformes               |
|  |                                  |

|  | Soldaten- und Husarenfische (Holocentrimorphaceae) |
|  |                                                    |
|  | Barschverwandte (Percomorphaceae)                  |
|  |                                                    |

|  | Glanzfischartige (Lampriformes)                                                                |
|  |                                                                                                |
|  | Paracanthopterygii (Barschlachsartige, Petersfischartige, Stylephorus chordatus, Dorschartige) |
|  |                                                                                                |

|  | Schleimkopfartige (Beryciformes) |
|  |                                  |
|  | Trachichthyiformes               |
|  |                                  |

|  | Soldaten- und Husarenfische (Holocentrimorphaceae) |
|  |                                                    |
|  | Barschverwandte (Percomorphaceae)                  |
|  |                                                    |

|  | Schleimkopfartige (Beryciformes) |
|  |                                  |
|  | Trachichthyiformes               |
|  |                                  |

|  | Soldaten- und Husarenfische (Holocentrimorphaceae) |
|  |                                                    |
|  | Barschverwandte (Percomorphaceae)                  |
|  |                                                    |

|  | Schleimkopfartige (Beryciformes) |
|  |                                  |
|  | Trachichthyiformes               |
|  |                                  |

|  | Soldaten- und Husarenfische (Holocentrimorphaceae) |
|  |                                                    |
|  | Barschverwandte (Percomorphaceae)                  |
|  |                                                    |

|  | Schleimkopfartige (Beryciformes) |
|  |                                  |
|  | Trachichthyiformes               |
|  |                                  |

|  | Soldaten- und Husarenfische (Holocentrimorphaceae) |
|  |                                                    |
|  | Barschverwandte (Percomorphaceae)                  |
|  |                                                    |

|  | Glanzfischartige (Lampriformes)                                                                |
|  |                                                                                                |
|  | Paracanthopterygii (Barschlachsartige, Petersfischartige, Stylephorus chordatus, Dorschartige) |
|  |                                                                                                |

|  | Schleimkopfartige (Beryciformes) |
|  |                                  |
|  | Trachichthyiformes               |
|  |                                  |

|  | Soldaten- und Husarenfische (Holocentrimorphaceae) |
|  |                                                    |
|  | Barschverwandte (Percomorphaceae)                  |
|  |                                                    |

|  | Schleimkopfartige (Beryciformes) |
|  |                                  |
|  | Trachichthyiformes               |
|  |                                  |

|  | Soldaten- und Husarenfische (Holocentrimorphaceae) |
|  |                                                    |
|  | Barschverwandte (Percomorphaceae)                  |
|  |                                                    |

|  | Schleimkopfartige (Beryciformes) |
|  |                                  |
|  | Trachichthyiformes               |
|  |                                  |

|  | Soldaten- und Husarenfische (Holocentrimorphaceae) |
|  |                                                    |
|  | Barschverwandte (Percomorphaceae)                  |
|  |                                                    |

|  | Schleimkopfartige (Beryciformes) |
|  |                                  |
|  | Trachichthyiformes               |
|  |                                  |

|  | Soldaten- und Husarenfische (Holocentrimorphaceae) |
|  |                                                    |
|  | Barschverwandte (Percomorphaceae)                  |
|  |                                                    |

|  | Glanzfischartige (Lampriformes)                                                                |
|  |                                                                                                |
|  | Paracanthopterygii (Barschlachsartige, Petersfischartige, Stylephorus chordatus, Dorschartige) |
|  |                                                                                                |

|  | Schleimkopfartige (Beryciformes) |
|  |                                  |
|  | Trachichthyiformes               |
|  |                                  |

|  | Soldaten- und Husarenfische (Holocentrimorphaceae) |
|  |                                                    |
|  | Barschverwandte (Percomorphaceae)                  |
|  |                                                    |

|  | Schleimkopfartige (Beryciformes) |
|  |                                  |
|  | Trachichthyiformes               |
|  |                                  |

|  | Soldaten- und Husarenfische (Holocentrimorphaceae) |
|  |                                                    |
|  | Barschverwandte (Percomorphaceae)                  |
|  |                                                    |

|  | Schleimkopfartige (Beryciformes) |
|  |                                  |
|  | Trachichthyiformes               |
|  |                                  |

|  | Soldaten- und Husarenfische (Holocentrimorphaceae) |
|  |                                                    |
|  | Barschverwandte (Percomorphaceae)                  |
|  |                                                    |

|  | Schleimkopfartige (Beryciformes) |
|  |                                  |
|  | Trachichthyiformes               |
|  |                                  |

|  | Soldaten- und Husarenfische (Holocentrimorphaceae) |
|  |                                                    |
|  | Barschverwandte (Percomorphaceae)                  |
|  |                                                    |

|  | Glanzfischartige (Lampriformes)                                                                |
|  |                                                                                                |
|  | Paracanthopterygii (Barschlachsartige, Petersfischartige, Stylephorus chordatus, Dorschartige) |
|  |                                                                                                |

|  | Schleimkopfartige (Beryciformes) |
|  |                                  |
|  | Trachichthyiformes               |
|  |                                  |

|  | Soldaten- und Husarenfische (Holocentrimorphaceae) |
|  |                                                    |
|  | Barschverwandte (Percomorphaceae)                  |
|  |                                                    |

|  | Schleimkopfartige (Beryciformes) |
|  |                                  |
|  | Trachichthyiformes               |
|  |                                  |

|  | Soldaten- und Husarenfische (Holocentrimorphaceae) |
|  |                                                    |
|  | Barschverwandte (Percomorphaceae)                  |
|  |                                                    |

|  | Schleimkopfartige (Beryciformes) |
|  |                                  |
|  | Trachichthyiformes               |
|  |                                  |

|  | Soldaten- und Husarenfische (Holocentrimorphaceae) |
|  |                                                    |
|  | Barschverwandte (Percomorphaceae)                  |
|  |                                                    |

|  | Schleimkopfartige (Beryciformes) |
|  |                                  |
|  | Trachichthyiformes               |
|  |                                  |

|  | Soldaten- und Husarenfische (Holocentrimorphaceae) |
|  |                                                    |
|  | Barschverwandte (Percomorphaceae)                  |
|  |                                                    |

|  | Glanzfischartige (Lampriformes)                                                                |
|  |                                                                                                |
|  | Paracanthopterygii (Barschlachsartige, Petersfischartige, Stylephorus chordatus, Dorschartige) |
|  |                                                                                                |

|  | Schleimkopfartige (Beryciformes) |
|  |                                  |
|  | Trachichthyiformes               |
|  |                                  |

|  | Soldaten- und Husarenfische (Holocentrimorphaceae) |
|  |                                                    |
|  | Barschverwandte (Percomorphaceae)                  |
|  |                                                    |

|  | Schleimkopfartige (Beryciformes) |
|  |                                  |
|  | Trachichthyiformes               |
|  |                                  |

|  | Soldaten- und Husarenfische (Holocentrimorphaceae) |
|  |                                                    |
|  | Barschverwandte (Percomorphaceae)                  |
|  |                                                    |

|  | Schleimkopfartige (Beryciformes) |
|  |                                  |
|  | Trachichthyiformes               |
|  |                                  |

|  | Soldaten- und Husarenfische (Holocentrimorphaceae) |
|  |                                                    |
|  | Barschverwandte (Percomorphaceae)                  |
|  |                                                    |

|  | Schleimkopfartige (Beryciformes) |
|  |                                  |
|  | Trachichthyiformes               |
|  |                                  |

|  | Soldaten- und Husarenfische (Holocentrimorphaceae) |
|  |                                                    |
|  | Barschverwandte (Percomorphaceae)                  |
|  |                                                    |

|  | Glanzfischartige (Lampriformes)                                                                |
|  |                                                                                                |
|  | Paracanthopterygii (Barschlachsartige, Petersfischartige, Stylephorus chordatus, Dorschartige) |
|  |                                                                                                |

|  | Schleimkopfartige (Beryciformes) |
|  |                                  |
|  | Trachichthyiformes               |
|  |                                  |

|  | Soldaten- und Husarenfische (Holocentrimorphaceae) |
|  |                                                    |
|  | Barschverwandte (Percomorphaceae)                  |
|  |                                                    |

|  | Schleimkopfartige (Beryciformes) |
|  |                                  |
|  | Trachichthyiformes               |
|  |                                  |

|  | Soldaten- und Husarenfische (Holocentrimorphaceae) |
|  |                                                    |
|  | Barschverwandte (Percomorphaceae)                  |
|  |                                                    |

|  | Schleimkopfartige (Beryciformes) |
|  |                                  |
|  | Trachichthyiformes               |
|  |                                  |

|  | Soldaten- und Husarenfische (Holocentrimorphaceae) |
|  |                                                    |
|  | Barschverwandte (Percomorphaceae)                  |
|  |                                                    |

|  | Schleimkopfartige (Beryciformes) |
|  |                                  |
|  | Trachichthyiformes               |
|  |                                  |

|  | Soldaten- und Husarenfische (Holocentrimorphaceae) |
|  |                                                    |
|  | Barschverwandte (Percomorphaceae)                  |
|  |                                                    |

|  | Glanzfischartige (Lampriformes)                                                                |
|  |                                                                                                |
|  | Paracanthopterygii (Barschlachsartige, Petersfischartige, Stylephorus chordatus, Dorschartige) |
|  |                                                                                                |

|  | Schleimkopfartige (Beryciformes) |
|  |                                  |
|  | Trachichthyiformes               |
|  |                                  |

|  | Soldaten- und Husarenfische (Holocentrimorphaceae) |
|  |                                                    |
|  | Barschverwandte (Percomorphaceae)                  |
|  |                                                    |

|  | Schleimkopfartige (Beryciformes) |
|  |                                  |
|  | Trachichthyiformes               |
|  |                                  |

|  | Soldaten- und Husarenfische (Holocentrimorphaceae) |
|  |                                                    |
|  | Barschverwandte (Percomorphaceae)                  |
|  |                                                    |

|  | Schleimkopfartige (Beryciformes) |
|  |                                  |
|  | Trachichthyiformes               |
|  |                                  |

|  | Soldaten- und Husarenfische (Holocentrimorphaceae) |
|  |                                                    |
|  | Barschverwandte (Percomorphaceae)                  |
|  |                                                    |

|  | Schleimkopfartige (Beryciformes) |
|  |                                  |
|  | Trachichthyiformes               |
|  |                                  |

|  | Soldaten- und Husarenfische (Holocentrimorphaceae) |
|  |                                                    |
|  | Barschverwandte (Percomorphaceae)                  |
|  |                                                    |

|  | Glanzfischartige (Lampriformes)                                                                |
|  |                                                                                                |
|  | Paracanthopterygii (Barschlachsartige, Petersfischartige, Stylephorus chordatus, Dorschartige) |
|  |                                                                                                |

|  | Schleimkopfartige (Beryciformes) |
|  |                                  |
|  | Trachichthyiformes               |
|  |                                  |

|  | Soldaten- und Husarenfische (Holocentrimorphaceae) |
|  |                                                    |
|  | Barschverwandte (Percomorphaceae)                  |
|  |                                                    |

|  | Schleimkopfartige (Beryciformes) |
|  |                                  |
|  | Trachichthyiformes               |
|  |                                  |

|  | Soldaten- und Husarenfische (Holocentrimorphaceae) |
|  |                                                    |
|  | Barschverwandte (Percomorphaceae)                  |
|  |                                                    |

|  | Schleimkopfartige (Beryciformes) |
|  |                                  |
|  | Trachichthyiformes               |
|  |                                  |

|  | Soldaten- und Husarenfische (Holocentrimorphaceae) |
|  |                                                    |
|  | Barschverwandte (Percomorphaceae)                  |
|  |                                                    |

|  | Schleimkopfartige (Beryciformes) |
|  |                                  |
|  | Trachichthyiformes               |
|  |                                  |

|  | Soldaten- und Husarenfische (Holocentrimorphaceae) |
|  |                                                    |
|  | Barschverwandte (Percomorphaceae)                  |
|  |                                                    |

|  | Glanzfischartige (Lampriformes)                                                                |
|  |                                                                                                |
|  | Paracanthopterygii (Barschlachsartige, Petersfischartige, Stylephorus chordatus, Dorschartige) |
|  |                                                                                                |

|  | Schleimkopfartige (Beryciformes) |
|  |                                  |
|  | Trachichthyiformes               |
|  |                                  |

|  | Soldaten- und Husarenfische (Holocentrimorphaceae) |
|  |                                                    |
|  | Barschverwandte (Percomorphaceae)                  |
|  |                                                    |

|  | Schleimkopfartige (Beryciformes) |
|  |                                  |
|  | Trachichthyiformes               |
|  |                                  |

|  | Soldaten- und Husarenfische (Holocentrimorphaceae) |
|  |                                                    |
|  | Barschverwandte (Percomorphaceae)                  |
|  |                                                    |

|  | Schleimkopfartige (Beryciformes) |
|  |                                  |
|  | Trachichthyiformes               |
|  |                                  |

|  | Soldaten- und Husarenfische (Holocentrimorphaceae) |
|  |                                                    |
|  | Barschverwandte (Percomorphaceae)                  |
|  |                                                    |

|  | Schleimkopfartige (Beryciformes) |
|  |                                  |
|  | Trachichthyiformes               |
|  |                                  |

|  | Soldaten- und Husarenfische (Holocentrimorphaceae) |
|  |                                                    |
|  | Barschverwandte (Percomorphaceae)                  |
|  |                                                    |

|  | Glanzfischartige (Lampriformes)                                                                |
|  |                                                                                                |
|  | Paracanthopterygii (Barschlachsartige, Petersfischartige, Stylephorus chordatus, Dorschartige) |
|  |                                                                                                |

|  | Schleimkopfartige (Beryciformes) |
|  |                                  |
|  | Trachichthyiformes               |
|  |                                  |

|  | Soldaten- und Husarenfische (Holocentrimorphaceae) |
|  |                                                    |
|  | Barschverwandte (Percomorphaceae)                  |
|  |                                                    |

|  | Schleimkopfartige (Beryciformes) |
|  |                                  |
|  | Trachichthyiformes               |
|  |                                  |

|  | Soldaten- und Husarenfische (Holocentrimorphaceae) |
|  |                                                    |
|  | Barschverwandte (Percomorphaceae)                  |
|  |                                                    |

|  | Schleimkopfartige (Beryciformes) |
|  |                                  |
|  | Trachichthyiformes               |
|  |                                  |

|  | Soldaten- und Husarenfische (Holocentrimorphaceae) |
|  |                                                    |
|  | Barschverwandte (Percomorphaceae)                  |
|  |                                                    |

|  | Schleimkopfartige (Beryciformes) |
|  |                                  |
|  | Trachichthyiformes               |
|  |                                  |

|  | Soldaten- und Husarenfische (Holocentrimorphaceae) |
|  |                                                    |
|  | Barschverwandte (Percomorphaceae)                  |
|  |                                                    |